# Karagallu, Arkalgud
Karagallu là một làng thuộc tehsil Arkalgud, huyện Hassan, bang Karnataka, Ấn Độ.